# Hyde (músico)
Hideto Takarai (寶井 秀人 Takarai Hideto?, n. 29 de enero de 1969 en Wakayama, Japón), conocido hasta principios de 2002 únicamente como Hyde, es un músico, actor y productor japonés reconocido por ser el vocalista de la banda de j-rock L'Arc~en~Ciel desde su agrupación en 1991. Formó la agrupación VAMPS en 2008, y posee una carrera en solitario desde el 2001.
Hyde se caracteriza por los distintos tonos de voz que utiliza en la interpretación de sus canciones, yendo de tonos graves a tonos extremadamente agudos con la misma facilidad, además utiliza con recurrencia la técnica del falsete en muchas de sus interpretaciones, una de las más destacables es "Secret letters" de su álbum solista "Roentgen", debido al cambio casi instantáneo entre tonos bajos y altos, siendo uno de sus sellos personales que lo han llevado a ser conocido en occidente.

## Biografía
Hyde siempre ha mantenido sus datos personales en secreto, al extremo de no incluir ni siquiera su nombre real en la página oficial de L'Arc~en~Ciel, a pesar de ello se saben muchos aspectos de su vida privada por las diferentes entrevistas que ha brindado. Esta manera de actuar afirmó haberla imitado de uno de sus ídolos musicales, BAKI, vocalista de la desaparecida banda japonesa Gastunk. No le molesta que se sepan sus datos personales, pero prefiere mantenerlos en el anonimato porque de otra forma piensa que los fanes perderían curiosidad sobre su persona, además de que, con ello, puede preservar su intimidad y la de sus allegados. Sin embargo, no ha logrado mantenerse en el anonimato, sino que ha aumentado más esa curiosidad de la que habla haciendo que diversos medios airearan más información acerca de él a lo largo de los años. 
A pesar de que en numerosos medios se le atribuye el nombre de Hideto Takarai y como fecha de nacimiento; 29 de enero de 1969, éstos nunca fueron facilitados por el artista directamente, hasta la fecha de publicación de su autobiografía, en el día de su cumpleaños (revelando así la fecha real), en el 2012.
Es hijo único y sus padres eran propietarios de un establecimiento (probablemente un restaurante) en wakayama . Se dice que éstos siempre quisieron tener una niña por lo que a menudo solían tratarlo como tal. De adolescente combinaba los estudios con trabajos temporales, como dependiente en una hamburguesería o dando clases de batería aún sin saberla tocar especialmente bien. Es muy buen dibujante, por lo que ingresó en la escuela de Arte, aunque no se sabe si llegó a graduarse o la abandonó. Durante esos años la música ocupaba un segundo lugar en su vida, tan solo era un pasatiempo.
Alrededor de los 20 años formó una banda llamada Jersalem's Rod, donde ocupaba la posición de guitarrista. Poco después, Tetsu (líder y bajista de L'Arc~en~Ciel) le vio tocar en un club de Osaka, ciudad natal de ambos, y quedó muy sorprendido de su voz. Aquella noche Hyde tuvo que sustituir al vocal enfermo de su grupo. Cada noche Tetsu le abordaba al terminar su actuación, intentado que se uniera a L'Arc~en~Ciel como vocalista, a lo que él contestaba ser vocalista es la parte más aburrida en una banda.
Finalmente aceptó, aunque argumenta que Tetsu parecía un acosador en aquellos días., convirtiéndose no solo en la voz del grupo sino en el letrista principal y activo compositor, con los años se convirtió en un músico de renombre dentro y fuera de Japón, colaborando y produciendo a otros artistas e inició igualmente una carrera en solitario.
Después de haber lanzado 9 álbumes junto a L'Arc~en~Ciel, aprovechó el descanso que se dieron como banda para comenzar una carrera como solista. Es a finales de 2001 cuando el sencillo «evergreen» se lanzó al mercado japonés, sorprendiendo a todos sus fanes por el cambio radical de estilo. Acostumbrados a las canciones rock vibrantes de Laruku, el sonido de este y los siguientes dos sencillos que conformarían su primer álbum ROENTGEN se denomina como melódico y acústico, llevando muchas de sus canciones hasta el jazz.
Tras esto, en 2003, Gackt, famoso actor y músico japonés, le ofreció interpretar el papel de Kei en la película Moon Child, y al igual que hiciera años antes con Tetsu, se rehusó diciendo esta vez que lo suyo no es la actuación sino la música. Luego de insistirle Hyde aceptó rodar unas escenas para saber si en realidad sería capaz de actuar en una película. Satisfechos con el resultado finalmente la protagonizó junto a Gackt y realizó un dueto con él en la canción «Orenji no taiyou», solo incluida en la discografía de su compañero.
Durante ese año trabajó también en su segundo álbum en solitario, titulado 666. Este es completamente diferente al anterior, formado por canciones de rock para las que el cantante se apoyó en dos músicos más: Hiroki (bajista) y Furuton (batería), que lo acompañaron en su primera gira en solitario HYDE 「2004 FIRST TOUR 666」. Este disco contó con dos sencillos: «HELLO» (con la colaboración del guitarrista KAZ, que más tarde se unió a su banda) y «HORIZON».
Poco antes de la salida de este álbum volvió a formar parte del reparto de otra película, esta vez se trataba de Kagen no Tsuki (Last Quarter), basada en el manga del mismo nombre de la autora Ai Yazawa. Su papel es el de Adam, un músico británico que cuenta en su discografía con la canción «THE CAPE OF STORMS» (incluida en ROENTGEN y más tarde en la banda sonora de la película en dos versiones: piano y guitarra acústica.
Tan solo un año más tarde HYDE volvió a trabajar con Ai Yazawa, esta vez como músico. En 2005 se estrenó en la gran pantalla otro de los mangas de la autora, (NANA), y Mika Nakashima (cantante y actriz del papel principal en esta película) lanzó un sencillo bajo el nombre de «GLAMOROUS SKY». El compositor de esta canción fue HYDE, siendo la primera vez que compuso para otro artista.
Los días 29, 30 y 31 de ese mismo año HYDE organizó tres conciertos en el CLUB CITTA, un evento llamado HALLOWEEN OF THE LIVING DEAD donde él mismo actuó con otros artistas: OLIVIA, HIGH and MIGHTY COLOR, UVERworld, MONORAL (que asistieron las tres noches y estaban bajo su producción) y como invitados especiales Yasu (vocalista de Janne Da Arc) y Mika Nakashima, además de actuar conjuntamente como JACK O-LANTERN interpretando covers.
Después de dedicar dos años a L'Arc~en~Ciel volvió con los sencillos «COUNTDOWN» y «SEASON'S CALL» (opening del anime BLOOD+), y finalmente su tercer álbum FAITH, en el que la mitad de las composiciones son de K.A.Z. Este se unió a los demás músicos de apoyo, Jin Saito (arreglos y producción) y HYDE en una gira por todo Japón, con la adición de cuatro conciertos más en Estados Unidos. Dicho tour llegó a su final con el espectáculo en el Yokohama Arena, donde se editó para el mes de noviembre su DVD FAITH LIVE.

### Etapa con Vamps (2008-2017)
A finales de 2007 se anunció en su página web la vuelta a los escenarios como solista, tras un año con L'Arc~en~Ciel, pero esta vez formando una nueva banda llamada VAMPS.
El 18 de marzo de 2009 se lanzó en Japón, un disco compilatorio llamado HYDE BEST ALBUM, con varios de sus éxitos incluyendo una versión en inglés del tema «GLAMOROUS SKY».
En 2013, Vamps firmó con Delicious Deli Records de Universal Music Group y lanzó su primer álbum recopilatorio, Sex Blood Rock n' Roll. En apoyo de Sex Blood Rock n' Roll, Vamps se asoció con Live Nation para su primera gira europea en años, que también incluyó su primera actuación en un festival de rock europeo, donde tocaron en el Download Festival 2014, celebrado en Donington Park ese año. 
Vamps celebró su primer festival de música, Vampark Festival 2015 en febrero en el Nippon Budokan y presentó actos como Nothing More, Gerard Way (My Chemical Romance), Buckcherry, Sixx:A.M. y Apocalyptica. En abril, comenzaron su gira mundial de 2015 en Yakarta antes de embarcarse en la gira estadounidense "The Modern Vintage" de Sixx:A.M. como acto de apoyo. Después de la breve gira con Sixx:A.M., Vamps hizo su debut en festivales de rock norteamericanos, actuando en festivales como Fort Rock, Welcome to Rockville y Rock on the Range. Concluyeron su gira de primavera de 2015 con un espectáculo principal en el Best Buy Theatre de Nueva York.
Además de estar de gira con Sixx:A.M. Esa primavera, Vamps también encabezó espectáculos en París, Londres, Hong Kong, Taiwán y todo Japón. A fines del verano de 2015, se dirigieron a América Latina (México, Argentina y Chile) y luego a los EE. UU. una vez más a San Francisco, así como a un espectáculo con entradas agotadas en The Roxy en Los Ángeles. Regresaron a Reino Unido como invitados especiales en la gira británica de Apocalyptica a fines de noviembre en apoyo del sencillo colaborativo de las dos bandas, "Sin in Justice".
A principios de 2016, la banda partió al estudio en Los Ángeles con el productor nominado al Grammy, Howard Benson (My Chemical Romance, Three Days Grace), para trabajar en la grabación en su cuarto álbum de larga duración, Underworld. Vamps también actuó en MTV: Unplugged por primera vez con Apocalyptica y Chara, el show se lanzó en DVD/Blu-ray ese mismo año.
Regresaron a América del Norte a finales de año, encabezando ciudades importantes como Nueva York, Los Ángeles, Chicago, Toronto y nuevamente la Ciudad de México, con el apoyo de la banda de rock Citizen Zero.
Vamps lanzó su duodécimo sencillo, "Inside of Me" en septiembre de 2017, con la canción principal del músico Chris Motionless de la banda Motionless In White. Vamps coescribió "Rise or Die", la canción de acoplamiento del sencillo, con Richard Kruspe (Emigrate/Rammstein).
El cuarto álbum de Vamps, Underworld, se lanzó a fines de abril de 2017. El 27 de mayo de 2017, Vamps actuó en el festival Blackest of the Black, organizado por Glenn Danzig, marcando su cuarto álbum en Estados Unidos, actuando en un festival de rock, con la participación de los principales músicos de rock estadounidenses Ministry, Atreyu, Suicidal Tendencies y Danzig.
Luego regresaron a Japón para una gira de verano, pero volvieron a a los EE. UU. una vez más en el otoño, marcando su gira final antes del hiatus.

### Regreso al trabajo en solitario (2018-presente)
Después de que Vamps anunció su pausa en el otoño de 2017, Hyde reanudó su trabajo como solista y lanzó su octavo sencillo, "Who's Gonna Save Us" en junio de 2018, su primer lanzamiento en solitario en 12 años. Dos sencillos en solitario más, "After Light" y "Fake Divine", fueron lanzados en junio y octubre de 2018, respectivamente.
Ese año, Hyde colaboró con destacados músicos como Yoshiki y Mika Nakashima. Además produjo el sencillo "Kiss of Death" de Nakashima, que se lanzó en marzo, su segunda colaboración juntos en 13 años. El sencillo se utilizó como tema de apertura del anime Darling in the Franxx. También colaboró con Yoshiki en el sencillo "Red Swan", que se utilizó como tema de apertura de la tercera temporada del anime Attack on Titan. La canción se lanzó en todo el mundo en octubre de 2018 y cuenta con Yoshiki en el piano y Hyde en la voz.
En el verano de 2018, Hyde lanzó su primera gira en solitario en más de una década. La gira "Hyde Live 2018" comenzó el 29 de junio de 2018 en Tokio y se extendió por 7 ciudades de Japón, con un total de 33 presentaciones, así mismo invitó a la banda de rock estadounidense Starset, con la que Vamps estuvo de gira anteriormente, para abrir para él durante su período de siete días en Zepp Tokyo. Con el fin de promocionar la gira con Starset como apoyo.
Las pistas vocales de Hyde se agregaron a la canción original de Starset, "Monster". Luego, la pista se relanzó como "Monster feat. Hyde" en Japón el 10 de agosto de 2018 y se lanzó en la versión japonesa del álbum Vessels de Starset. La gira terminó en Fukuoka el 14 de octubre de 2018.
A principios de 2019, Hyde colaboró una vez más con Yoshiki en el sencillo "Zipang" de Hyde. El título hace referencia a una forma antigua de decir "Japón" y se lanzó en febrero de 2019. La canción presentaba a Yoshiki en el piano y a Hyde en la voz, y su canción complementaria era una versión de "Ordinary World" de Duran Duran. En marzo de 2019, Hyde's El undécimo sencillo, "Mad Qualia", fue lanzado como el tema principal de la versión japonesa del videojuego de Capcom Devil May Cry 5.
El cuarto álbum en solitario de Hyde, Anti, se lanzó en formato digital en mayo de 2019 y luego en formato CD en junio. Hyde se asoció con Drew Fulk (Bullet for My Valentine, Bad Wolves, Motionless in White) y Nick Furlong (Blink-182, Papa Roach, 5 Seconds of Summer, Diplo), entre otros productores, para escribir 10 canciones para el álbum. La versión en CD del álbum alcanzó el número 3 en las listas de Billboard en Japón y marcó su segundo álbum en inglés de larga duración como solista.
Hyde se unió a In This Moment en su gira estadounidense de 13 fechas, que comenzó el 7 de mayo de 2019 en Louisville, Kentucky. Las paradas de su gira también incluyeron una aparición en el Festival Welcome to Rockville en Jacksonville, FL (su presentación fue cancelada debido al clima severo) el Festival Epicenter en Charlotte, NC el 11 de mayo, el concierto Japan Night en la ciudad de Nueva Yorke l 12 de mayo y concluyó con un espectáculo principal con entradas agotadas en Los Ángeles.
El 26 de mayo junto con el lanzamiento físico de Anti, Hyde se embarcó en una gira nacional de 26 fechas que comenzó en Tokio el 22 de junio y finalizó en Sapporo el 1 de septiembre de 2019. Tras la conclusión de su gira nacional, fue invitado a la gira, como acto de apoyo para Starset en su gira estadounidense de 35 fechas "Divisions". Además se convirtió en embajador de turismo de su ciudad natal, Wakayama, en enero de 2019 y luego de su nombramiento comenzó a operar un servicio de tren llamado "Hyde Southern" entre la estación Namba y la estación Wakayamakō en la prefectura de Wakayama. Los trenes, decorados con imágenes de Hyde y puntos de referencia locales, funcionaron hasta octubre de 2020.
A fines de 2019, concluyó el otoño con su gira de estadios Hyde Live 2019 Anti Final y terminó 2019 actuando en el evento Rockin'on presents Countdown Japan 19/20 el 29 de diciembre.
En marzo de 2020, lanzó el sencillo "Believing in Myself", que fue compuesto para el Maratón de Tokio de 2020.
En abril de 2021, liberó el sencillo "On My Own", que se utilizó como ending del anime televisivo Mars Red.

### Etapa con The Last Rockstars (2022-presente)
En noviembre de 2022, Hyde fue anunciado como miembro del supergrupo: The Last Rockstars, junto con sus compañeros Yoshiki, Miyavi y Sugizo.

## Equipo
- K.A.Z (Kazuhito Iwaike): Guitarrista, compositor, productor (ex.hide with spread beaver, Oblivion Dust, ex.Spin Aqua)
- Furuton: ex-Batería (ex.SPACE COWBOY, ex.Oblivion Dust, ex.BUG)
- Hiroki: ex-Bajista (ex.media youth, KILLERS)
- JIN (Jin Saito): Teclista, productor, arreglos.
- Ju-Ken: bajista en VAMPS. (Day after tomorrow, D.I.E, Fake?, SPIN AQUA, OBLIVION DUST)
- Arimatsu: batería en VAMPS.

## Discografía

### Sencillos
| #   | Título        | Copias vendidas |
| --- | ------------- | --------------- |
| 1.º | evergreen     | 331.000         |
| 2.º | Angel's tale  | 185.700         |
| 3.º | SHALLOW SLEEP | 134.190         |
| 4.º | HELLO         | 145.746         |
| 5.º | HORIZON       | 74.186          |
| 6.º | COUNTDOWN     | 91.894          |
| 7.º | SEASON'S CALL | 102.009         |

### Álbumes
| #   | Título                   | Copias vendidas |
| --- | ------------------------ | --------------- |
| 1.º | ROENTGEN                 | 206.410         |
| #   | ROENTGEN english version |                 |
| #   | ROENTGEN.english         | 46.469          |
| 2.º | 666                      | 139.363         |
| 3.º | FAITH                    | 129.804         |
| #   | FAITH U.S. version       |                 |
| #   | HYDE BEST ALBUM          |                 |

### DVD
- ROENTGEN STORIES
- FAITH LIVE
- VAMPS LIVE 2008

### Otros
- THE CAPE OF STORMS (Kagen no Tsuki ~Last Quarter)
- Orenji no taiyou (álbum Crescent de Gackt)
- HORIZON (movie SKYHIGH OST 2003)
- MASQUERADE (Our Last Days -CASSHERN OST- 2004)
- SHINING OVER YOU (Baten Kaitos: Eternal Wings and the Lost Ocean)
- GLAMOROUS SKY (sencillo de NANA starring Mika Nakashima)
- COUNTDOWN (Stealth Soundtrack 2005), (Moero! Nekketsu Rhythm Damashii Osu! Tatakae! Ouendan 2)
- SEASON'S CALL (BLOOD+ Complete Best CD)